# Donja Vrbica
Donja Vrbica este un sat din comuna Petnjica, Muntenegru. Conform datelor de la recensământul din 2003, localitatea are 406 locuitori (la recensământul din 1991 erau 407 locuitori).

## Demografie
În satul Donja Vrbica locuiesc 312 persoane adulte, iar vârsta medie a populației este de 37,7 de ani (35,6 la bărbați și 39,8 la femei). În localitate sunt 107 gospodării, iar numărul mediu de membri în gospodărie este de 3,79.
|  |

| Demografie | Demografie | Demografie |
| An         | Locuitori  | Locuitori  |
| ---------- | ---------- | ---------- |
|            |            |            |
|            |            |            |
|            |            |            |
|            |            |            |
| 1948       | 477        |            |
| 1953       | 613        |            |
| 1961       | 642        |            |
| 1971       | 677        |            |
| 1981       | 701        |            |
| 1991       | 407        | 392        |
| 2003       | 831        | 406        |

| \| Componența etnică conform recensământului din 2003[2] \| Componența etnică conform recensământului din 2003[2] \| Componența etnică conform recensământului din 2003[2] \| Componența etnică conform recensământului din 2003[2] \| Componența etnică conform recensământului din 2003[2] \| \| ----------------------------------------------------- \| ----------------------------------------------------- \| ----------------------------------------------------- \| ----------------------------------------------------- \| ----------------------------------------------------- \| \| \| \| \| \| \| \| Bosniaci \| Bosniaci \| \| 356 \| 87,68% \| \| Musulmani \| Musulmani \| \| 40 \| 9,85% \| \| Muntenegreni \| Muntenegreni \| \| 10 \| 2,46% \| \| necunoscută \| necunoscută \| \| 0 \| 0% \| |              |  |     |        |
| Componența etnică conform recensământului din 2003 |              |  |     |        |
| |              |  |     |        |
| Bosniaci | Bosniaci     |  | 356 | 87,68% |
| Musulmani | Musulmani    |  | 40  | 9,85%  |
| Muntenegreni | Muntenegreni |  | 10  | 2,46%  |
| necunoscută | necunoscută  |  | 0   | 0%     |